# 蔡少渔旧宅
蔡少渔旧宅位于江苏省苏州市西南郊吴中区木渎镇山塘街鹭飞桥东。

## 历史
蔡少渔为清末西山富商，与严国馨、郑龄九、徐凤楼为木渎镇四大富翁之一。蔡少渔旧宅建于清末至民国年间。现存门厅、大厅和后楼三进，砖雕门楼精美逼真。后花园东侧有一棵明代罗汉松。1949年以后改为木渎区和金山乡政府所在地。1980年代后改为吴县防爆电机厂车间和职工宿舍。1998年修复。。1999年5月10日公布为吴县文物保护单位。2019年3月20日公布为第八批江苏省文物保护单位。